# Championnat de Belgique de rugby à XV 2006-2007
Navigation
Championnat 2005-2006 Championnat 2007-2008
Le Championnat de Belgique de rugby à XV 2006-2007 oppose les huit meilleures équipes belges de rugby à XV. La compétition débute le 17 septembre 2006 et se termine par une finale le 20 mai 2007 au stade du petit Heysel.
Le Rugby Club de Boitsfort remporte le championnat en battant l'ASUB Waterloo en finale des playoffs sur le score de 28 à 20. C'est le septième titre consécutif de Boitsfort et le quatorzième de son histoire.

## Liste des équipes en compétition
| Berneau Tervueren Boitsfort Waterloo Ottignies Soignies Visé Dendermonde |

La compétition oppose pour la saison 2006-2007 les huit meilleures équipes belges de rugby à XV :
| - ASUB Rugby Waterloo - Boitsfort Rugby Club - Brussels Barbarians - Dendermondse Rugby Club | - RC Soignies - Rugby Coq Mosan - Rugby Ottignies Club - Rugby Club Visé |

## Résumé des résultats

### Classement de la phase régulière
| no | Club                | J  | V  | N | D  | F | PM  | PE  | Diff | Pts |
| -- | ------------------- | -- | -- | - | -- | - | --- | --- | ---- | --- |
| 1  | Boitsfort RC (T)    | 14 | 14 | 0 | 0  | 0 | 569 | 144 | +425 | 42  |
| 2  | ASUB Waterloo       | 14 | 11 | 0 | 3  | 0 | 379 | 179 | +200 | 36  |
| 3  | Ottignies           | 14 | 10 | 0 | 4  | 0 | 345 | 190 | +155 | 34  |
| 4  | Dendermondse RC     | 14 | 7  | 0 | 7  | 0 | 320 | 299 | +21  | 28  |
| 5  | RC Soignies         | 14 | 4  | 1 | 9  | 0 | 271 | 211 | +60  | 23  |
| 6  | Coq Mosan (P)       | 14 | 4  | 1 | 9  | 0 | 156 | 421 | -265 | 23  |
| 7  | Brussels Barbarians | 14 | 4  | 0 | 10 | 0 | 206 | 409 | -203 | 22  |
| 8  | RC Visé (P)         | 14 | 1  | 0 | 13 | 0 | 142 | 535 | -393 | 16  |

|  | Qualifiés pour la phase finale (no 1, no 2, no 3, no 4).     |
|  | Relégué en Division 2 pour la saison 2007-2008 (no 7, no 8). |
|  | T : tenant du titre 2006 • P : promu 2006                    |

Attribution des points : victoire : 3, match nul : 2, défaite : 1, forfait : 0.
Règles de classement : ?

### Phase finale
|  | Demi-finales        | Demi-finales  |              |    | Finale                                          | Finale                                          |
|  | Demi-finales        | Demi-finales  |              |    | Finale                                          | Finale                                          |
|  |                     |               |              |    |                                                 |                                                 |
|  | 13 mai 2007         | 13 mai 2007   |              |    | 20 mai 2007 au stade du petit Heysel, Bruxelles | 20 mai 2007 au stade du petit Heysel, Bruxelles |
|  | 13 mai 2007         | 13 mai 2007   |              |    | 20 mai 2007 au stade du petit Heysel, Bruxelles | 20 mai 2007 au stade du petit Heysel, Bruxelles |
|  | [1] Boitsfort RC    | 20            |              |    | 20 mai 2007 au stade du petit Heysel, Bruxelles | 20 mai 2007 au stade du petit Heysel, Bruxelles |
|  | [1] Boitsfort RC    | 20            |              |    | 20 mai 2007 au stade du petit Heysel, Bruxelles | 20 mai 2007 au stade du petit Heysel, Bruxelles |
|  | [4] Dendermondse RC | 6             |              |    | 20 mai 2007 au stade du petit Heysel, Bruxelles | 20 mai 2007 au stade du petit Heysel, Bruxelles |
|  | [4] Dendermondse RC | 6             | Boitsfort RC | 28 |                                                 |                                                 |
|  | 13 mai 2007         |               | Boitsfort RC | 28 |                                                 |                                                 |
|  |                     | ASUB Waterloo | 20           |    |                                                 |                                                 |
|  | [2] ASUB Waterloo   | ASUB Waterloo | 20           | 9  |                                                 |                                                 |
|  | [2] ASUB Waterloo   |               |              | 9  |                                                 |                                                 |
|  | [3] Ottignies       | 6             |              |    |                                                 |                                                 |
|  | [3] Ottignies       | 6             |              |    |                                                 |                                                 |

## Résultats détaillés

### Phase régulière

#### Tableau synthétique des résultats
L'équipe qui reçoit est indiquée dans la colonne de gauche. Kituro est le seul club à avoir gagné tous ses matchs à domicile. Boitsfort a gagné tous ses matchs (domicile et déplacement).
| Clubs                | ASU   | BRC   | BRB   | DRC   | RCS   | RCV   | RCM   | ROC   |
| -------------------- | ----- | ----- | ----- | ----- | ----- | ----- | ----- | ----- |
| ASUB Waterloo        |       | 3-6   | 52-6  | 26-15 | 15-5  | 29-7  | 63-13 | 14-13 |
| Boitsfort RC         | 23-17 |       | 37-6  | 36-22 | 19-12 | 85-3  | 94-7  | 17-13 |
| Brussels Barbarians  | 20-27 | 8-61  |       | 20-34 | 12-13 | 32-20 | 0-9   | 27-25 |
| Dendermondse RC      | 22-26 | 5-37  | 45-5  |       | 40-23 | 34-15 | 10-3  | 12-30 |
| Rugby Club Soignies  | 7-18  | 6-11  | 11-25 | 12-23 |       | 54-3  | 83-0  | 3-10  |
| Rugby Club Visé      | 3-42  | 14-66 | 35-11 | 6-37  | 10-23 |       | 3-21  | 15-32 |
| Rugby Coq Mosan      | 13-25 | 17-50 | 19-22 | 18-6  | 6-6   | 17-8  |       | 6-14  |
| Rugby Ottignies Club | 26-22 | 11-27 | 21-12 | 42-15 | 19-13 | 52-0  | 37-7  |       |

|  | Victoire à domicile |  | Match nul |  | Défaite à domicile |

#### Détail des résultats
Les points marqués par chaque équipe sont inscrits dans les colonnes centrales.

### Phase finale

#### Demi-finales
| 13 mai 2007 | Boitsfort RC | 20 — 6 | Dendermondse RC |  |
| 13 mai 2007 |              |        |                 |  |
| 13 mai 2007 |              |        |                 |  |

| 13 mai 2007 | ASUB Waterloo                         | 9 — 6 (3 — 3) | Ottignies                       |  |
| 13 mai 2007 | Pénalité(s) : Orban 3 (40e, 64e, 82e) |               | Pénalité(s) : Guns 2 (35e, 50e) |  |
| 13 mai 2007 |                                       |               |                                 |  |

#### Finale
| 20 mai 2007 | Boitsfort Rugby Club | 28 — 20 | ASUB Waterloo | stade du petit Heysel, Bruxelles |
| 20 mai 2007 |                      |         |               | stade du petit Heysel, Bruxelles |
| 20 mai 2007 |                      |         |               | stade du petit Heysel, Bruxelles |